# Paul Togawa
Paul Susumu Togawa (Los Angeles, 3 september 1932 - 20 april 2018) was een Amerikaanse jazzdrummer.

## Biografie
Togawa's familie stamt uit Japan. Hij groeide op in East Los Angeles. Tijdens de Tweede Wereldoorlog was zijn familie (van 1942 tot 1945) geïnterneerd in Poston Internment Camp, hier begon hij zich te interesseren voor de drums. Hij werd later de eerste Japans-Amerikaanse drummer, die actief werd in de jazzscene van de West Coast. In 1952 werd hij lid van de band van Lionel Hampton, waarmee hij toerde tot hij zijn dienstplicht moest vervullen. Hierna keerde hij terug naar de regio Los Angeles, waar hij speelde in jazzclubs, o.a. met Gabe Baltazar, Quincy Jones, Miles Davis, Art Pepper, Anthony Ortega, Cal Tjader, Eddie Cano en Carl Perkins. In 1957 kwam hij met de LP Paul Togawa Quartet Featuring Gabe Baltazar (Mode Records), opgenomen met Ben Tucker en Dick Johnston. Met Paul Horn maakte hij in 1963 het album Sessions Live en datzelfde jaar volgde een album met Joe Sample en Bill Plummer: Japanese and American Favorites (Musifon). In de jazz speelde hij tussen 1957 en 1963 mee op zes opnamesessies.